# 와이즈 블러드
와이즈 블러드(Weyes Blood, 1988년 6월 11일 ~ )는 미국의 싱어송라이터이다.

## 음반 목록
- The Outside Room (2011)
- The Innocents (2014)
- Front Row Seat to Earth (2016)
- Titanic Rising (2019)